# Munizipalität Achalziche
Die Munizipalität Achalziche (georgisch ახალციხის მუნიციპალიტეტი, Achalzichis munizipaliteti)  ist eine Verwaltungseinheit (etwa entsprechend einem Landkreis) in der Region Samzche-Dschawachetien im Zentralteil Georgiens.

## Geographie
Verwaltungssitz der Munizipalität ist die namensgebende Stadt Achalziche, die seit 2014 selbst nicht mehr zur Munizipalität gehört, sondern als Haupt- und mit 17.903 Einwohnern größte Stadt der Region Samzche-Dschawachetien dieser nun direkt unterstellt ist.
Die 1010,3 km² große Munizipalität grenzt im Nordosten an die Munizipalität Bordschomi, im Osten bis Südosten an die Munizipalität Aspindsa und im Nordwesten an die Munizipalität Adigeni, alle ebenfalls in der Region Samzche-Dschawachetien, sowie in Norden an die Munizipalitäten Baghdati und Charagauli in der Region Imeretien. Die südwestliche Grenze der Munizipalität bildet die Staatsgrenze zur Türkei.
Durch den Nordosten der Munizipalität fließt die Kura, in die von links der von Südwesten kommende, dort einen Teil der Grenze zur Türkei markierende Pozchowiszqali mündet. Im Südostteil fließt der linke Kura-Nebenfluss Uraweli. In den Tälern dieser Flüsse und ihrer näheren Umgebung liegen die meisten Ortschaften der Munizipalität. Im Norden erhebt sich der Kamm des Meschetischen Gebirges, das dort mit einem namenlosen Gipfel eine Höhe von 2562 m über dem Meeresspiegel erreicht. In den Ostteil ragt das westliche Ende des Trialeti-Gebirges mit dem 2608 m hohen Oschora.
Im Norden der Munizipalität erstreckt sich ein Teil des Nationalparks Bordschomi-Charagauli.

## Bevölkerung und Verwaltungsgliederung
Die Einwohnerzahl beträgt 20.992 (2014). Bei der vorangegangenen Volkszählung 2002 waren es zusammen mit der Stadt Achalziche noch 46.134 Einwohner (gegenüber 38.895 im entsprechenden Gebiet 2014), womit sich der seit den 1990er-Jahren anhaltende Bevölkerungsrückgang fortsetzte. Zuvor war die Bevölkerung seit den 1930er-Jahren fast mit einigen Schwankungen annähernd stabil.
Bevölkerungsentwicklung
Anmerkung: Volkszählungsdaten. 2014 Stadt Achalziche ausgegliedert: zum Vergleich auch Einwohnerzahl der Munizipalität mit Stadt angezeigt.

Die Munizipalität ist mit 61,7 % überwiegend von ethnischen Georgiern bewohnt, mit 36,6 % ist jedoch auch der Anteil der Armenier hoch; 0,9 % sind Russen und 0,3 % Griechen (Stand 2002; heute armenischer Anteil tendenziell höher, da diese vorwiegend im ländlichen Raum leben, und die Stadt Achalziche mit ihrem höheren Georgieranteil nicht mehr zur Munizipalität gehört).
Die größten Ortschaften sind die Kleinstadt Wale (3646 Einwohner) mit jeweils über 1000 Einwohnern die Dörfer Azquri, Schwilissi und Zqruti (2014).
Die Munizipalität gliedert sich in die eigenständige Kleinstadt Wale sowie 14 Gemeinden (georgisch temi, თემი) mit insgesamt 47 Ortschaften, davon eine ohne ständige Einwohner:
| Gemeinde     | Anzahl Ortschaften | Einwohner (2014) |
| ------------ | ------------------ | ---------------- |
| Agara        | 5                  | 1628             |
| Andriazminda | 3                  | 369              |
| Azquri       | 3                  | 1989             |
| Eliazminda   | 3                  | 705              |
| Klde         | 2                  | 1381             |
| Minadse      | 3                  | 1207             |
| Pamadschi    | 4                  | 1247             |
| Persa        | 4 1                | 870              |
| Sadseli      | 2                  | 451              |
| Schwilissi   | 3                  | 1538             |
| Swiri        | 3                  | 698              |
| Uraweli      | 4                  | 1717             |
| Zqaltbila    | 5                  | 2007             |
| Zqruti       | 3                  | 1539             |

## Geschichte
Das Gebiet der Munizipalität lag nach dem Zerfall des Königreiches Georgien im 16. Jahrhundert zum Teil im zunächst unabhängigen staatlichen Gebilde Samzche-Saatabago (Meschetien). Dieses wurde bald vom Osmanischen Reich annektiert. Nach der Angliederung des Gebietes an das Russische Reich infolge des Russisch-Türkischen Krieges von 1828/29 kam es 1840 zum kurzlebigen Gouvernement Georgien-Imeretien und 1846 als Teil des Ujesds Achalziche zum Gouvernement Kutais. 1865 wurde der Ujesd an das Gouvernement Tiflis abgegeben und 1874 der Ujesd Achalkalaki ausgegliedert.
Der Ujesd Achalziche existierte bis in die Anfangsjahre der Sowjetunion. 1930 wurde der Rajon Achalziche ausgewiesen. Nach der Erlangung der Unabhängigkeit Georgiens wurde der Rajon 1995 der neu gebildeten Region Samzche-Dschawachetien zugeordnet und 2006 in eine Munizipalität umgebildet.

## Verkehr
Durch die Munizipalität verläuft entlang der Kura über Achalziche die internationale Fernstraße S8 (ს8) von Chaschuri an der S1 (ს1) zur türkischen Grenze (dort weiter als Staatsstraße D955 in Richtung Ardahan und weiter zur D100 bei Erzurum). In Achalziche zweigt die internationale Fernstraße S11 über Aspindsa, Achalkalaki und Ninozminda zur armenischen Grenze ab; die S8 von der türkischen Grenze bis Achalziche und die S11 sind zugleich Teil der Europastraße 691. In Achalziche beginnt auch die Nationalstraße Sch1 (შ1) nach Batumi.
Der Kura und der S8 folgt über Achalziche bis Wale die auf diesem Abschnitt 1947 eröffnete Bahnstrecke Chaschuri–Wale.